# Urancyla fulva
Urancyla fulva är en stekelart som beskrevs av Ian D. Gauld 1984. Urancyla fulva ingår i släktet Urancyla och familjen brokparasitsteklar. Inga underarter finns listade i Catalogue of Life.